# Nobilime

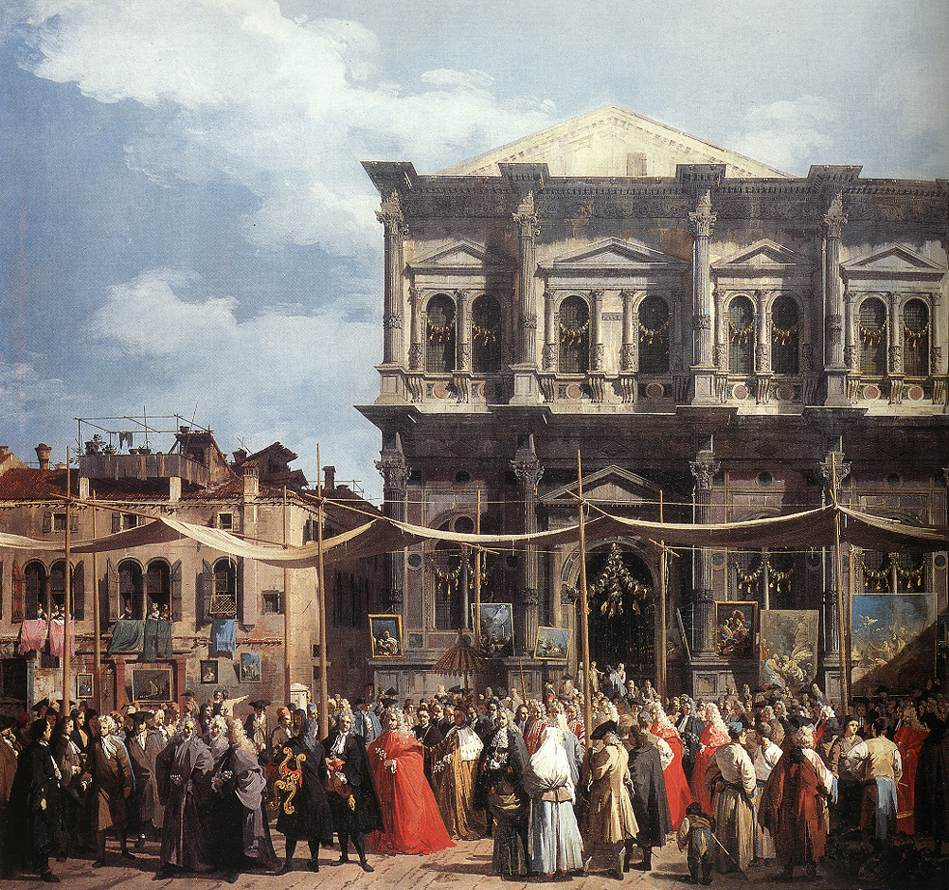

Nobilimea este o clasă socială clasată imediat sub regalitate, caracterizată printr-un statut social mai înalt decât majoritatea celorlalte clase într-o societate, apartenența la clasă fiind de obicei ereditară. Printre privilegiile asociate cu nobilimea se numără avantaje substanțiale față de sau în raport cu non-nobilii și variază în funcție de țară și de epoci. Motto-ul cavaleresc medieval noblesse oblige, care înseamnă literal "noblețea obligă", presupune ca privilegiile să vină la pachet cu responsabilitatea socială.
Nobilimea a fost eliminată în numeroase țări. În Franța, ea a fost suprimată de Revoluția franceză în 1789, restabilită în timpul Primului Imperiu în 1802 și suprimată din nou în timpul celei de-a Treia Republici în 1870; titlurile de noblețe, care sunt considerate un accesoriu al numelui, pot fi întotdeauna înregistrate oficial la ministerul justiției (pentru a fi transcrise în registrul de stat).
Existența unei nobilimi nu a fost compatibilă cu regimurile politice ale unei democrații moderne, cu excepția Marii Britanii, unde a fost păstrată după Revoluția Glorioasă și primăvara revoluțiilor din 1848. Rangurile și titlurile nobiliare există încă în mod legal în secolul XXI  în mai multe țări europene, cum ar fi: Belgia, Țările de Jos, Regatul Unit, Suedia, Spania, Marele Ducat al Luxemburgului, Republica Saint- Marin. Puterea legislativă este exercitată parțial de reprezentanții nobilimii, așa cum s-a întâmplat în Regatul Unit cu Camera Lorzilor până la sfârșitul secolului al XX-lea. Acesta a fost și cazul Franței în secolul al XIX-lea, cu fosta Camera a Pairilor.
În sens mai larg, noblețea se poate referi la o calitate morală superioară, care poate fi atribuită nu numai omului, ci și, în anumite culturi, animalelor și plantelor.

## Istoric

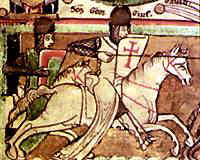
Nobilimea oferea protecție în schimbul serviciilor

Termenul derivă din latinescul nobilitas, substantivul abstract al adjectivului nobilis ("bine-cunoscut, faimos, notabil"). În societatea antică romană, nobiles era un rang social care indica de obicei că un membru al familiei a obținut funcția de Consul.
În uzul modern, "nobilimea" este aplicată celei mai înalte clase sociale în societățile pre-moderne, cu excepția dinastiei regale. În sistemul feudal (în Europa și în alte părți), nobilimea era, în general, cea care deținea o feudă, adesea pământ sau funcții, sub vasalitate, adică în schimbul supunerii și al unor servicii, în special militare, acordate unui suveran, care putea fi un nobil cu rang superior sau un monarh. A devenit rapid o castă ereditară, uneori asociată cu dreptul de a purta un titlu ereditar și, de exemplu, în Franța prerevoluționară, se bucura de privilegii fiscale și alte privilegii.
În timp ce statutul de nobil conferea privilegii semnificative în majoritatea jurisdicțiilor, în secolul XXI a devenit o demnitate onorifică în majoritatea societăților, deși câteva privilegii s-au păstrat în continuare în mod legal (de exemplu Țările de Jos, Spania, Marea Britanie) iar unele culturi din Asia, Pacific și Africa continuă să acorde o importanță considerabilă rangului sau titlurilor ereditare formale.
Diferite republici, inclusiv foste țări din Cortina de fier, Grecia, Mexic și Austria, au abolit în mod expres conferirea și utilizarea titlurilor nobiliare pentru cetățenii lor. Acest lucru este diferit față de țări care nu au abolit dreptul de a moșteni titluri, dar care nu acordă recunoaștere juridică sau de protecție a acestora, cum ar fi Germania și Italia, deși Germania recunoaște utilizarea lor ca parte a numelui legal. Există țări și autorități care permit utilizarea titlurilor însă interzic atașarea oricărui privilegiu, de exemplu, Finlanda, Norvegia și Uniunea Europeană, în timp ce legea franceză protejează, de asemenea, titlurile legale împotriva uzurpării.
Deși multe societăți au o clasă superioară privilegiată cu bogăție și putere substanțială, statutul nu este neapărat ereditar și nu implică un 
statut juridic distinct și nici forme de adresare diferențiate.

## Privilegii

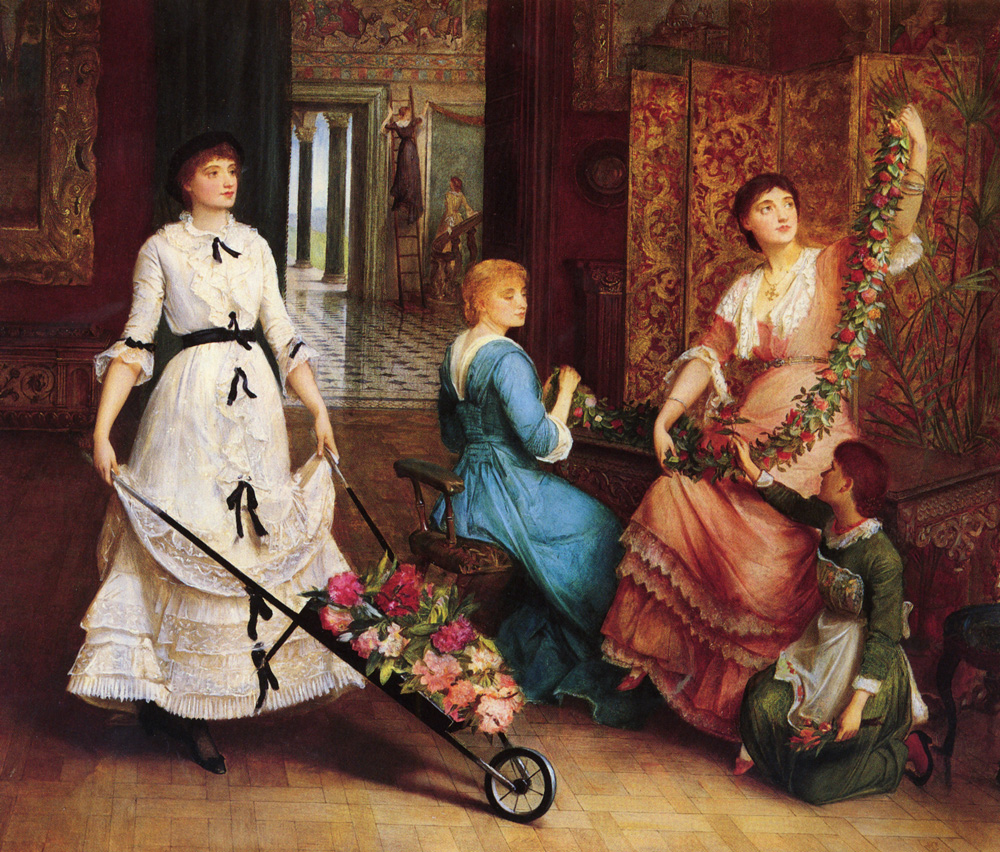
Pregătire de bal, de Charles Edward Hallé.

Nu toate avantajele nobilimii provin din starea nobilă per se. De obicei, privilegiile au fost acordate sau recunoscute de către monarh în asociere cu deținerea unui anumit titlu, funcție sau bunuri. Majoritatea bogățiilor nobililor au provenit din una sau mai multe proprietăți, mari sau mici, care poate include câmpii, pășuni, livezi, terenuri de vânătoare, cursuri de apă etc. De asemenea, au fost incluse infrastructuri, cum ar fi castelul, fântâni și mori la care aveau acces și țăranii locali, deși adesea la un anumit preț. Munca fizică sau subordonarea în fața celor de rang inferior erau fie interzise fie dezaprobate social, cu unele excepții cum ar fi serviciul militar sau ecleziastic. Pe de altă parte, apartenența la nobilime a fost, de obicei, o condiție prealabilă pentru deținerea de funcții de încredere, în special în domeniul militar, juridic și adesea în funcțiile superioare ale guvernului, sistemului judiciar și bisericii.